# Heuvelmiersluiper
De heuvelmiersluiper (Epinecrophylla spodionota; synoniem: Myrmotherula spodionota) is een zangvogel uit de familie Thamnophilidae (miervogels).

## Verspreiding en leefgebied
Deze soort komt voor van Colombia tot Peru en telt twee ondersoorten:
- E. s. spodionota: van zuidelijk Colombia tot noordelijk Peru.
- E. s. sororia: noordelijk en centraal Peru.

## Status
De grootte van de populatie is niet gekwantificeerd maar de soort wordt omschreven als vrij algemeen. Op de Rode lijst van de IUCN heeft deze soort de status niet bedreigd.